# Elecciones regionales de Tumbes de 2022
Las elecciones regionales de Tumbes de 2022 se llevaron a cabo el 2 de octubre de 2022 para elegir al gobernador regional, al vicegobernador regional y al Consejo Regional para el periodo 2023-2027. La elección se celebró simultáneamente con elecciones regionales y municipales (provinciales y distritales) en todo el Perú.

## Sistema electoral
El Gobierno Regional de Tumbes es el órgano administrativo y de gobierno del departamento de Tumbes. Está compuesto por el gobernador regional, el vicegobernador regional y el Consejo Regional.
La votación se realiza en base al sufragio universal, que comprende a todos los ciudadanos nacionales mayores de dieciocho años, empadronados y residentes en el departamento de Tumbes y en pleno goce de sus derechos políticos.
El gobernador y vicegobernador regional son elegidos por sufragio directo. Para que un candidato sea proclamado ganador debe obtener no menos de 30 % de votos válidos. En caso ningún candidato logre ese porcentaje en la primera vuelta electoral, los dos candidatos más votados participan en una segunda vuelta o balotaje. No hay reelección inmediata de gobernadores regionales.
El Consejo Regional de Tumbes está compuesto por 7 consejeros elegidos por sufragio directo para un período de cuatro (4) años. La votación es por lista cerrada y bloqueada. Cada provincia del departamento de Tumbes constituye una circunscripción electoral. La votación es por lista cerrada y bloqueada. Se asigna a la lista ganadora los escaños según el método d'Hondt. La distribución y el número de consejeros regionales es la siguiente:
| Circunscripción       | Escaños | Mapa |
| --------------------- | ------- | ---- |
| Tumbes                | 4       |      |
| Zarumilla             | 2       |      |
| Contralmirante Villar | 1       |      |

## Composición del Consejo Regional de Tumbes
La siguiente tabla muestra la composición del Consejo Regional de Tumbes antes de las elecciones.
| Partidos | Partidos                                | Consejeros |
| -------- | --------------------------------------- | ---------- |
|          | Movimiento Independiente Regional FAENA | 4          |
|          | Democracia Directa                      | 2          |
|          | Movimiento de Inclusión Regional        | 1          |

## Elecciones internas
Los partidos políticos realizaron la convocatoria a elecciones internas (15–22 de enero de 2022) para definir a los candidatos de sus organizaciones en listas cerradas y bloqueadas. Se sometieron a elección las candidaturas a:
- Gobernador y vicegobernador regional de Tumbes (2 candidaturas).
- Consejo Regional de Tumbes (7 candidaturas).

Existen dos modalidades para la organización de las elecciones internas:
- Modalidad de elección directa: con voto universal, libre, voluntario, igual, directo y secreto de los afiliados. Fue la modalidad utilizada por Movimiento Político Regional Dignidad Tumbesina,[5] Somos Perú,[6] Alianza para el Progreso,[7] Unidad, Experiencia y Trabajo con Ética[5] y el Partido Morado.[8] Las elecciones se realizaron el 15 de mayo de 2022.

- Modalidad de delegados: a través de delegados previamente elegidos mediante voto universal, libre, voluntario, igual, directo y secreto de los afiliados. Fue la modalidad utilizada por Movimiento de Inclusión Regional,[5] Fuerza Popular,[9] Avanza País,[10] Renovación Tumbesina,[5] Perú Libre[11] y Frente de la Esperanza.[12] Las elecciones se realizaron el 22 de mayo de 2022.

## Partidos y candidatos
A continuación se muestra una lista de los principales partidos y alianzas electorales que participan en las elecciones:
| Candidatura | Candidatura | Partidos y alianzas                                          | Candidatos | Candidatos                 | Ideología                                                          | Resultado previo | Resultado previo | Ref.   |
| Candidatura | Candidatura | Partidos y alianzas                                          | Candidatos | Candidatos                 | Ideología                                                          | Votos (%)        | Con.             | Ref.   |
| ----------- | ----------- | ------------------------------------------------------------ | ---------- | -------------------------- | ------------------------------------------------------------------ | ---------------- | ---------------- | ------ |
|             | DT          | Lista - Movimiento Político Regional Dignidad Tumbesina (DT) |            | Carmen Villalobos Gallardo | Regionalismo tumbesino                                             | 8.77%            | 0                | [ 13 ] |
|             | SP          | Lista - Somos Perú (SP)                                      |            | Cinthia Dios Tinoco        | Democracia cristiana Conservadurismo social                        | 6.94%            | 0                | [ 13 ] |
|             | APP         | Lista - Alianza para el Progreso (APP)                       |            | Segismundo Cruces Ordinola | Liberalismo económico Conservadurismo liberal Populismo de derecha | 6.28%            | 0                | [ 13 ] |
|             | FP          | Lista - Fuerza Popular (FP)                                  |            | Juan Yuyes Meza            | Fujimorismo Conservadurismo social Populismo de derecha            | 2.93%            | 0                | [ 13 ] |
|             | PL          | Lista - Perú Libre (PL)                                      |            | Natalia Jiménez Velásquez  | Socialismo del siglo XXI Marxismo-leninismo Mariateguismo          | Nuevo            | Nuevo            | [ 13 ] |
|             | FE          | Lista - Frente de la Esperanza (FE)                          |            | Hilda Crespo Arias         | Reformismo                                                         | Nuevo            | Nuevo            | [ 13 ] |
|             | RT          | Lista - Renovación Tumbesina (RT)                            |            | Carlos Feijoo Ruiz         | Regionalismo tumbesino                                             | Nuevo            | Nuevo            | [ 13 ] |
|             | ÚNETE       | Lista - Unidad, Experiencia y Trabajo con Ética (ÚNETE)      |            | Elvis Mendoza Aguilar      | Regionalismo tumbesino                                             | Nuevo            | Nuevo            | [ 13 ] |

## Sondeos de opinión
Las siguientes tablas enumeran las estimaciones de la intención de voto en orden cronológico inverso, mostrando las más recientes primero y utilizando las fechas en las que se realizó el trabajo de campo de la encuesta. Cuando se desconocen las fechas del trabajo de campo, se proporciona la fecha de publicación.
Leyenda:
     Sondeo realizado en el periodo de prohibición legal de la difusión de sondeos de intención de voto.

### Intención de voto
La siguiente tabla enumera las estimaciones ponderadas (sin incluir votos en blanco y nulos) de la intención de voto.
|                               |                   |     |      |      |      |      |     |     |     |      |      |  |  |  |  |
| Elecciones regionales de 2022 | 2 oct 2022        | —   | 32.8 | 21.8 | 15.2 | 8.9  | 8.0 | 6.5 | 3.8 | 3.0  | 11.0 |  |  |  |  |
|                               |                   |     |      |      |      |      |     |     |     |      |      |  |  |  |  |
| Ipsos Perú/América            | 2 oct 2022        | ?   | 31.7 | 23.1 | 13.3 | 10.2 | –   | –   | –   | –    | 8.6  |  |  |  |  |
| Ipsos Perú/América            | 2 oct 2022        | ?   | 32.9 | 22.5 | 12.0 | 8.9  | –   | –   | –   | –    | 10.4 |  |  |  |  |
| Klambp                        | 5–8 sep 2022      | 202 | 32.4 | 13.8 | 16.3 | 3.8  | –   | 3.8 | –   | 1.3  | 16.1 |  |  |  |  |
| Decide Tú                     | 23–25 ago 2022    | 383 | 26.4 | 6.3  | 21.0 | 9.5  | –   | 5.4 | –   | –    | 5.4  |  |  |  |  |
| Klambp                        | 26 jul–1 ago 2022 | 135 | 21.3 | 22.4 | 13.8 | 5.3  | –   | 3.2 | –   | 9.6  | 1.1  |  |  |  |  |
| Klambp                        | 30 jun–6 jul 2022 | 87  | 19.4 | 17.9 | 16.4 | –    | –   | 7.5 | –   | 14.9 | 1.5  |  |  |  |  |
| Klambp                        | 5–14 jun 2022     | 105 | 18.6 | 15.7 | 14.3 | –    | –   | 7.2 | –   | 11.4 | 2.9  |  |  |  |  |

### Preferencias de voto
La siguiente tabla enumera las preferencias de voto en bruto (incluyendo blancos, viciados y sin respuesta) y no ponderadas.
|                               |                   |     |      |      |      |     |     |      |     |     |      |      |      |  |  |
| Elecciones regionales de 2022 | 2 oct 2022        | —   | 23.0 | 15.2 | 10.6 | 6.2 | 5.6 | 4.6  | 2.6 | 2.1 | 30.1 | —    | 7.8  |  |  |
|                               |                   |     |      |      |      |     |     |      |     |     |      |      |      |  |  |
| Klambp                        | 5–8 sep 2022      | 202 | 25.7 | 10.9 | 12.9 | 3.0 | –   | 1.0  | –   | 3.0 | –    | 20.8 | 12.8 |  |  |
| Decide Tú                     | 23–25 ago 2022    | 383 | 16.2 | 3.9  | 12.9 | 3.3 | –   | –    | –   | 5.3 | –    | 38.8 | 3.3  |  |  |
| Klambp                        | 26 jul–1 ago 2022 | 135 | 14.8 | 15.6 | 9.6  | 2.2 | –   | 6.7  | –   | 3.7 | –    | 30.4 | 0.8  |  |  |
| Klambp                        | 30 jun–6 jul 2022 | 87  | 13.4 | 12.4 | 11.3 | 5.2 | –   | 10.3 | –   | –   | –    | 30.9 | 1.0  |  |  |
| Klambp                        | 5–14 jun 2022     | 105 | 12.4 | 10.5 | 9.5  | 4.8 | –   | 7.6  | –   | –   | –    | 33.3 | 1.9  |  |  |

## Resultados

### Gobierno Regional de Tumbes
|                      | Segismundo Cruces Ordinola | Alianza para el Progreso (APP)                       | 31,549  | 32.83 |  |  |  |
|                      | Carmen Villalobos Gallardo | Movimiento Político Regional Dignidad Tumbesina (DT) | 20,917  | 21.77 |  |  |  |
|                      | Carlos Feijoo Ruiz         | Renovación Tumbesina (RT)                            | 14,595  | 15.19 |  |  |  |
|                      | Juan Yuyes Meza            | Fuerza Popular (FP)                                  | 8,580   | 8.93  |  |  |  |
|                      | Natalia Jiménez Velásquez  | Perú Libre (PL)                                      | 7,709   | 8.02  |  |  |  |
|                      | Elvis Mendoza Aguilar      | Unidad, Experiencia y Trabajo con Ética (ÚNETE)      | 6,279   | 6.53  |  |  |  |
|                      | Hilda Crespo Arias         | Frente de la Esperanza (FE)                          | 3,609   | 3.76  |  |  |  |
|                      | Cinthia Dios Tinoco        | Somos Perú (SP)                                      | 2,862   | 2.98  |  |  |  |
|                      |                            |                                                      |         |       |  |  |  |
| Total                | Total                      | Total                                                | 96,100  |       |  |  |  |
|                      |                            |                                                      |         |       |  |  |  |
| Votos válidos        | Votos válidos              | Votos válidos                                        | 96,100  | 69.95 |  |  |  |
| Votos en blanco      | Votos en blanco            | Votos en blanco                                      | 26,531  | 19.31 |  |  |  |
| Votos nulos          | Votos nulos                | Votos nulos                                          | 14,759  | 10.74 |  |  |  |
| Votos emitidos       | Votos emitidos             | Votos emitidos                                       | 137,390 | 79.98 |  |  |  |
| Abstenciones         | Abstenciones               | Abstenciones                                         | 34,387  | 20.02 |  |  |  |
| Votantes registrados | Votantes registrados       | Votantes registrados                                 | 171,777 |       |  |  |  |
|                      |                            |                                                      |         |       |  |  |  |
| Fuente:              |                            |                                                      |         |       |  |  |  |

### Consejo Regional de Tumbes

#### Sumario general
|                        |                                                      |              |              |              |         |         |  |
| Partidos y coaliciones | Partidos y coaliciones                               | Voto popular | Voto popular | Voto popular | Escaños | Escaños |  |
| Partidos y coaliciones | Partidos y coaliciones                               | Votos        | %            | ±pp          | Total   | +/−     |  |
|                        | Alianza para el Progreso (APP)                       | 21,817       | 22.79        | +13.99       | 2       | +2      |  |
|                        | Movimiento de Inclusión Regional (MIRE)              | 19,737       | 20.62        | +10.69       | 3       | +2      |  |
|                        | Movimiento Político Regional Dignidad Tumbesina (DT) | 12,503       | 13.06        | +7.01        | 1       | +1      |  |
|                        | Renovación Tumbesina (RT)                            | 11,056       | 11.55        | Nuevo        | 1       | +1      |  |
|                        | Fuerza Popular (FP)                                  | 9,033        | 9.44         | +5.01        | 0       | ±0      |  |
|                        | Unidad, Experiencia y Trabajo con Ética (ÚNETE)      | 6,555        | 6.85         | Nuevo        | 0       | ±0      |  |
|                        | Perú Libre (PL)                                      | 4,850        | 5.07         | Nuevo        | 0       | ±0      |  |
|                        | Somos Perú (SP)                                      | 4,055        | 4.24         | –1.70        | 0       | ±0      |  |
|                        | Frente de la Esperanza (FE)                          | 3,865        | 4.04         | Nuevo        | 0       | ±0      |  |
|                        | Partido Morado (PM)                                  | 1,196        | 1.25         | Nuevo        | 0       | ±0      |  |
|                        | Avanza País (AvP)                                    | 1,051        | 1.10         | –0.66        | 0       | ±0      |  |
|                        |                                                      |              |              |              |         |         |  |
| Total                  | Total                                                | 95,718       |              |              | 7       | ±0      |  |
|                        |                                                      |              |              |              |         |         |  |
| Votos válidos          | Votos válidos                                        | 95,718       | 69.67        | +4.42        |         |         |  |
| Votos en blanco        | Votos en blanco                                      | 26,896       | 19.58        | –5.07        |         |         |  |
| Votos nulos            | Votos nulos                                          | 14,776       | 10.75        | +0.66        |         |         |  |
| Votos emitidos         | Votos emitidos                                       | 137,390      | 79.98        | –1.71        |         |         |  |
| Abstenciones           | Abstenciones                                         | 34,387       | 20.02        | +1.71        |         |         |  |
| Votantes registrados   | Votantes registrados                                 | 171,777      |              |              |         |         |  |
|                        |                                                      |              |              |              |         |         |  |
| Fuente:                |                                                      |              |              |              |         |         |  |

#### Resultados por provincia
| Provincia | APP                   | APP  | MIRE | MIRE | DT   | DT  | RT   | RT   | FP  | FP   | ÚNETE | ÚNETE | PL  | PL  | SP  | SP  | FE   | FE  | PM  | PM  | AvP | AvP |   |
| Provincia | %                     | E    | %    | E    | %    | E   | %    | E    | %   | E    | %     | E     | %   | E   | %   | E   | %    | E   | %   | E   | %   | E   |   |
| --------- | --------------------- | ---- | ---- | ---- | ---- | --- | ---- | ---- | --- | ---- | ----- | ----- | --- | --- | --- | --- | ---- | --- | --- | --- | --- | --- | - |
| Provincia | Contralmirante Villar | 12.1 | –    | 28.2 | 1    | 3.4 | –    | 11.6 | –   | 14.4 | –     | 19.8  | –   | 2.5 | –   | 5.2 | –    | 1.6 | –   | 0.8 | –   | 0.2 | – |
| Tumbes    | 21.9                  | 1    | 19.9 | 1    | 16.0 | 1   | 13.3 | 1    | 8.9 | –    | 5.4   | –     | 6.2 | –   | 4.3 | –   | 1.7  | –   | 1.5 | –   | 0.9 | –   |   |
| Zarumilla | 30.7                  | 1    | 19.1 | 1    | 9.2  | –   | 6.1  | –    | 8.6 | –    | 4.9   | –     | 2.8 | –   | 3.7 | –   | 12.2 | –   | 0.8 | –   | 2.0 | –   |   |
| Total     | 22.8                  | 2    | 20.6 | 3    | 13.1 | 1   | 11.6 | 1    | 9.4 | –    | 6.8   | –     | 5.1 | –   | 4.2 | –   | 4.0  | –   | 1.2 | –   | 1.1 | –   |   |

### Autoridades electas
| Cargo                                                    | Autoridad electa | Autoridad electa                  | Partido político | Partido político                                |
| -------------------------------------------------------- | ---------------- | --------------------------------- | ---------------- | ----------------------------------------------- |
| Gobernador Regional de Tumbes                            |                  | Segismundo Cruces Ordinola        |                  | Alianza para el Progreso                        |
| Vicegobernadora Regional de Tumbes                       |                  | Avelina Palacios Palacios de Lama |                  | Alianza para el Progreso                        |
| Consejero Regional de Tumbes (por Contralmirante Villar) |                  | Roberto Ríos Herrera              |                  | Movimiento de Inclusión Regional                |
| Consejero Regional de Tumbes (por Tumbes)                |                  | Boris Pardo Vinces                |                  | Alianza para el Progreso                        |
| Consejero Regional de Tumbes (por Tumbes)                |                  | Romario Prescott Núñez            |                  | Movimiento de Inclusión Regional                |
| Consejero Regional de Tumbes (por Tumbes)                |                  | Jenrry Risco Castillo             |                  | Movimiento Político Regional Dignidad Tumbesina |
| Consejero Regional de Tumbes (por Tumbes)                |                  | Diego Alemán Ramírez              |                  | Renovación Tumbesina                            |
| Consejero Regional de Tumbes (por Zarumilla)             |                  | Miguel Bustamante Farías          |                  | Alianza para el Progreso                        |
| Consejero Regional de Tumbes (por Zarumilla)             |                  | Edward Cruz Peña                  |                  | Movimiento de Inclusión Regional                |